# Paul Nardi
Paul Nardi (ur. 18 maja 1994 w Vesoul) – francuski piłkarz występujący na pozycji bramkarza we francuskim klubie FC Lorient.

## Kariera Klubowa
Wychowanek AS Nancy, w swojej karierze grał także w AS Monaco. W czerwcu 2016 roku został wypożyczony do Stade Rennais. 2 stycznia 2017 roku został wypożyczony do Cercle Brugge. W 2019 przeszedł do FC Lorient.
| Sezon   | Klub                    | Kraj    | Rozgrywki       | Mecze | Bramki | Rozgrywki Europy | Mecze | Bramki |
| ------- | ----------------------- | ------- | --------------- | ----- | ------ | ---------------- | ----- | ------ |
| 2013/14 | AS Nancy                | Francja | Ligue 2         | 33    | 0      | -                | -     | -      |
| 2014/15 | AS Nancy (wyp.)         | Francja | Ligue 2         | 29    | 0      | -                | -     | -      |
| 2015/16 | AS Monaco               | Francja | Ligue 1         | 2     | 0      | -                | -     | -      |
| 2016/17 | Stade Rennais FC (wyp.) | Francja | Ligue 1         | 0     | 0      | -                | -     | -      |
| 2016/17 | Cercle Brugge (wyp.)    | Belgia  | Eerste klasse B | 14    | 0      | -                | -     | -      |
| 2017/18 | Cercle Brugge (wyp.)    | Belgia  | Eerste klasse B | 29    | 0      | -                | -     | -      |
| 2018/19 | Cercle Brugge (wyp.)    | Belgia  | Eerste klasse A | 38    | 0      | -                | -     | -      |
| 2019/20 | FC Lorient              | Francja | Ligue 2         | 28    | 0      | -                | -     | -      |
| 2020/21 | FC Lorient              | Francja | Ligue 1         | 23    | 0      | -                | -     | -      |

Stan na: koniec sezonu 2020/2021